# Epsilon Serpentis
Désignations
Epsilon Serpentis (ε Ser, ε Serpentis) est une étoile de la constellation du Serpent, localisée dans sa tête (Serpens Caput). Epsilon Serpentis est une étoile blanche de la séquence principale de type A avec une magnitude apparente de +3,71. Elle est à environ 70,3 années-lumière de la Terre. Cette étoile a un rayon égal à 1,8 fois celui du Soleil et est 12 fois plus lumineuse que celui-ci, son enveloppe externe ayant une température effective de 8084 K.

## Noms traditionnels
Elle fait partie de l'astérisme arabe al-Nasaq al-Yamānī, « La ligne du sud » de al-Nasaqān « Les deux lignes », avec α Ser (Unukalhai), δ Ser (Qin, Tsin), δ Oph (Yed Prior), ε Oph (Yed Posterior), ζ Oph (Han) et γ Oph (Tsung Ching).
Selon le catalogue d'étoiles du Technical Memorandum 33-507 - A Reduced Star Catalog Containing 537 Named Stars, al-Nasaq al-Yamānī ou Nasak Yamani était le nom porté par deux étoiles : δ Ser étant Nasak Yamani I et ε Ser étant Nasak Yamani II (excluant α Ser, δ Oph, ε Oph, ζ Oph et γ Oph).
En chinois, 天市右垣 (Tiān Shì Yòu Yuán), signifiant mur droit de l'enceinte du marché céleste, fait référence à un astérisme qui représente sept anciens états de Chine et qui marque la bordure droite de l'enceinte, constitué de ε Serpentis, β Herculis, γ Herculis, κ Herculis, γ Serpentis, β Serpentis, α Serpentis, δ Serpentis, δ Ophiuchi, ε Ophiuchi et ζ Ophiuchi. Par conséquent, ε Serpentis elle-même est appelée 天市右垣八 (Tiān Shì Yòu Yuán bā, la huitième étoile du mur droit de l'enceinte du marché céleste) et représente l'état Ba (巴) (ou Pa),,.